# Rivalità calcistica Millwall-West Ham
La rivalità calcistica tra Millwall e West Ham United è una delle più antiche nel calcio inglese. Le due squadre, allora conosciute rispettivamente come Millwall Athletic e Thames Ironworks, nacquero entrambe nell’East End di Londra e si trovavano a meno di tre miglia di distanza l’una dall’altra. Si affrontarono per la prima volta nella FA Cup 1899-1900. Lo scontro veniva storicamente chiamato Dockers derby, poiché entrambe le tifoserie erano composte principalmente da lavoratori portuali impiegati nei cantieri navali lungo il Tamigi. I tifosi lavoravano per aziende rivali che si contendevano gli stessi appalti, fatto che aumentava l’ostilità tra le due squadre.
Nel 1904 il West Ham si trasferì al Boleyn Ground, che allora faceva parte dell’Essex, fino al cambiamento dei confini di Londra nel 1965. Nel 1910, il Millwall si trasferì dall’altra parte del Tamigi, a New Cross nel Sud-Est di Londra, e le due squadre non furono più vicine geograficamente nell’East End. Entrambe si sono trasferite nuovamente nel corso degli anni, ma restano a meno di quattro miglia di distanza l’una dall’altra: il Millwall gioca al The Den a Bermondsey dal 1993, mentre il West Ham gioca al London Stadium a Stratford dal 2016.
Millwall e West Ham si sono affrontate 99 volte in competizioni ufficiali: il Millwall ha vinto 38 partite, il West Ham 34, e 27 sono terminate in pareggio. Prima della Prima Guerra Mondiale, si sono incontrate 60 volte in soli 16 anni, principalmente nelle Southern e Western Football Leagues. Dal 1916 si sono affrontate 39 volte in campionato e coppa. Di solito hanno militato in divisioni diverse, condividendo la stessa categoria per sole 12 stagioni. Nonostante ciò, il derby ha mantenuto la sua intensità e le due tifoserie continuano a considerarsi rivali principali. L’ultima sfida risale alla stagione 2011–12 della Championship. Alla stagione 2025–26, il West Ham milita in Premier League, mentre il Millwall gioca in Championship, la serie inferiore.
La rivalità tra le due squadre è profondamente radicata nella cultura del teppismo calcistico britannico ed è stata rappresentata in libri e film che si concentrano sull’animosità tra i due principali gruppi hooligan: l’Inter City Firm del West Ham e i Millwall Bushwackers. Atti di violenza tra tifosi si sono verificati a più riprese, tra cui la morte di un tifoso del Millwall nel 1976 e l’omicidio di un sostenitore del West Ham nel 1986. L’episodio più noto si è verificato nel 2009 durante i disordini di Upton Park, quando scontri estesi tra tifosi dentro e fuori lo stadio portarono a numerosi feriti e all’accoltellamento di un tifoso del Millwall prima dell’inizio del match. Negli ultimi due incontri della stagione 2011–12, la polizia metropolitana ha organizzato operazioni su scala cittadina per garantire il regolare svolgimento delle partite.

## Statistiche

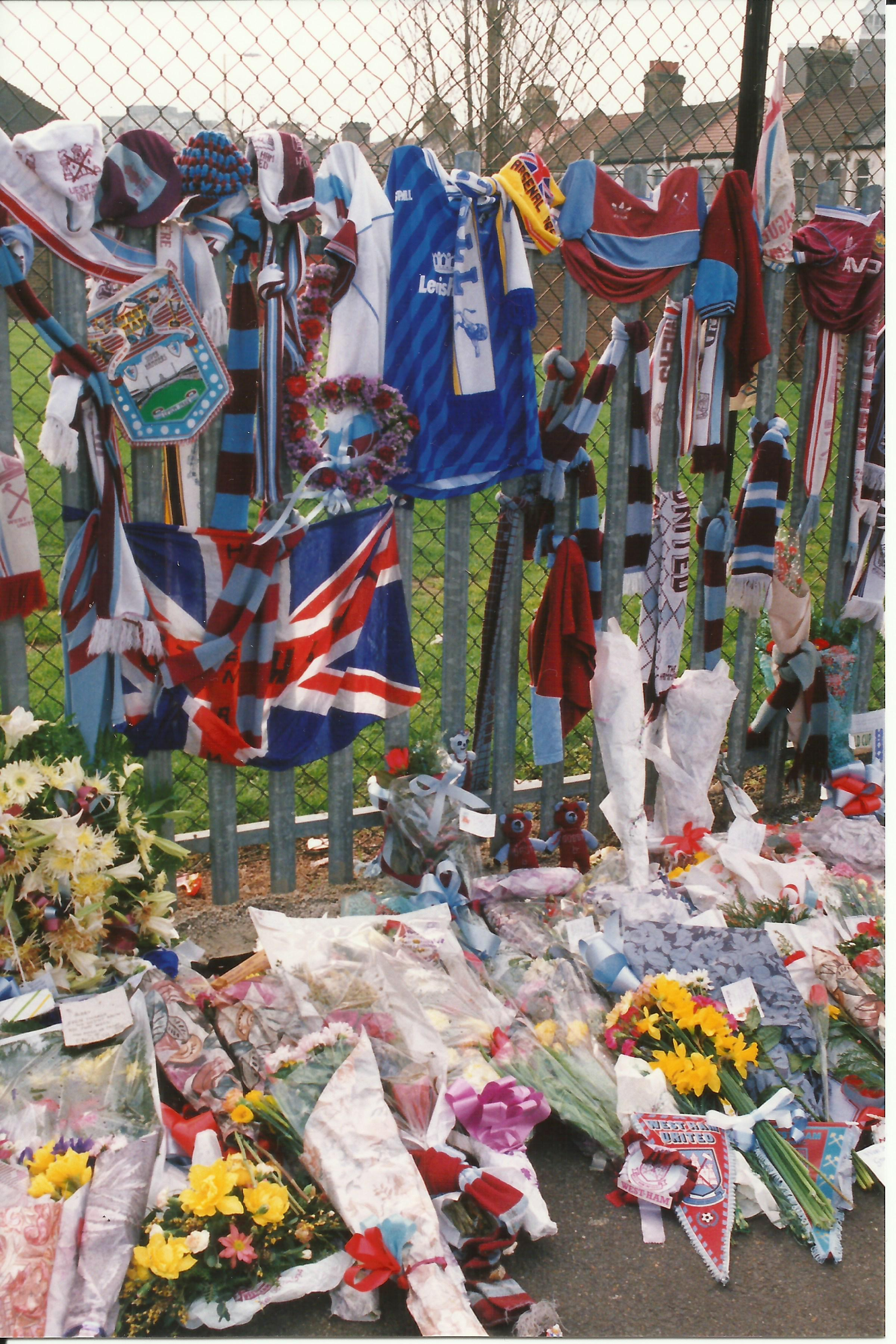

| Competizione                      | Totale | Vittorie del Millwall | Pareggi | Vittorie del West Ham Utd | Gol del Millwall | Gol del West Ham Utd |
| --------------------------------- | ------ | --------------------- | ------- | ------------------------- | ---------------- | -------------------- |
| Football League                   | 24     | 5                     | 11      | 8                         | 23               | 33                   |
| FA Cup                            | 2      | 1                     | 0       | 1                         | 3                | 5                    |
| EFL Cup                           | 1      | 0                     | 0       | 1                         | 1                | 3                    |
| Full Members Cup                  | 1      | 1                     | 0       | 0                         | 2                | 1                    |
| Sub-totale                        | 28     | 7                     | 11      | 10                        | 29               | 42                   |
| Southern Floodlight Cup           | 1      | 0                     | 0       | 1                         | 1                | 3                    |
| Southern Football League          | 32     | 15                    | 8       | 9                         | 46               | 32                   |
| Western Football League           | 14     | 8                     | 3       | 3                         | 23               | 13                   |
| London League                     | 6      | 2                     | 2       | 2                         | 11               | 12                   |
| London Challenge Cup              | 6      | 3                     | 0       | 3                         | 8                | 12                   |
| Southern Professional Charity Cup | 2      | 1                     | 0       | 1                         | 8                | 3                    |
| London PFA Charity Fund           | 10     | 2                     | 3       | 5                         | 15               | 23                   |
| Totale                            | 99     | 38                    | 27      | 34                        | 141              | 140                  |

## Risultati
La seguente tabella riporta tutti i risultati ottenuti dalle due squadre in ognuna delle partite ufficiali giocate tra loro.
| Nº | Data       | Stadio        | Competizione                  | In casa      | Risultato   | In trasferta | Marcatori Millwall                  | Marcatori West Ham Utd    |
| -- | ---------- | ------------- | ----------------------------- | ------------ | ----------- | ------------ | ----------------------------------- | ------------------------- |
| 1  | 09/12/1899 |               | FA Cup 1899-1900              | West Ham Utd | 1 - 2       | Millwall     | Bradshaw; ?                         | ?                         |
| 2  | 15/02/1930 | Boleyn Ground | FA Cup 1929-1930              | West Ham Utd | 4 - 1       | Millwall     | ?                                   | Gibbins; Yews; Watson (2) |
| 3  | 17/09/1932 | Boleyn Ground | Second Division 1932-1933     | West Ham Utd | 3 - 0       | Millwall     |                                     | Watson (2); Morton        |
| 4  | 31/01/1933 | The Old Den   | Second Division 1932-1933     | Millwall     | 1 - 0       | West Ham Utd | ?                                   |                           |
| 5  | 21/10/1933 | The Old Den   | Second Division 1933-1934     | Millwall     | 2 - 2       | West Ham Utd | ?                                   | Barrett, Watson           |
| 6  | 03/03/1934 | Boleyn Ground | Second Division 1933-1934     | West Ham Utd | 1 - 1       | Millwall     | ?                                   | Watson                    |
| 7  | 27/12/1938 | Boleyn Ground | Second Division 1938-1939     | West Ham Utd | 0 - 0       | Millwall     |                                     |                           |
| 8  | 27/03/1939 | The Old Den   | Second Division 1938-1939     | Millwall     | 0 - 2       | West Ham Utd |                                     | Foreman; Proudlock        |
| 9  | 21/09/1946 | Boleyn Ground | Second Division 1946-1947     | West Ham Utd | 3 - 1       | Millwall     | ?                                   | Dunn; Small; ? (aut.)     |
| 10 | 25/01/1947 | The Old Den   | Second Division 1946-1947     | Millwall     | 0 - 0       | West Ham Utd |                                     |                           |
| 11 | 25/08/1947 | Boleyn Ground | Second Division 1947-1948     | West Ham Utd | 1 - 1       | Millwall     | ?                                   | Woodgate                  |
| 12 | 01/09/1947 | The Old Den   | Second Division 1947-1948     | Millwall     | 1 - 1       | West Ham Utd | ?                                   | Small                     |
| 13 | 07/10/1978 | Boleyn Ground | Second Division 1978-1979     | West Ham Utd | 3 - 0       | Millwall     |                                     | Robson (3)                |
| 14 | 14/05/1979 | The Old Den   | Second Division 1978-1979     | Millwall     | 2 - 1       | West Ham Utd | ?                                   | Robson                    |
| 15 | 10/11/1987 | Boleyn Ground | Full Members Cup 1987-1988    | West Ham Utd | 1 - 2       | Millwall     | ?                                   | ?                         |
| 16 | 03/12/1988 | The Old Den   | First Division 1988-1989      | Millwall     | 0 - 1       | West Ham Utd |                                     | Ince                      |
| 17 | 22/04/1989 | Boleyn Ground | First Division 1988-1989      | West Ham Utd | 3 - 0       | Millwall     |                                     | Parris; Dicks; Dickens    |
| 18 | 10/11/1990 | The Old Den   | Second Division 1990-1991     | Millwall     | 1 - 1       | West Ham Utd | ?                                   | McAvennie                 |
| 19 | 24/02/1991 | Boleyn Ground | Second Division 1990-1991     | West Ham Utd | 3 - 1       | Millwall     | ?                                   | Morley, McAvennie (2)     |
| 20 | 15/11/1992 | The Old Den   | First Division 1992-1993      | Millwall     | 2 - 1       | West Ham Utd | ?                                   | Robson                    |
| 21 | 28/03/1993 | Boleyn Ground | First Division 1992-1993      | West Ham Utd | 2 - 2       | Millwall     | ?                                   | Keen; Morley              |
| 22 | 28/09/2003 | Boleyn Ground | First Division 2003-2004      | West Ham Utd | 1 - 1       | Millwall     | Cahill                              | Connolly                  |
| 23 | 21/03/2004 | The Den       | First Division 2003-2004      | Millwall     | 4 - 1       | West Ham Utd | Dailly (aut.); Cahill (2); Chadwick | Harewood                  |
| 24 | 21/11/2004 | The Den       | EFL Championship 2004-2005    | Millwall     | 1 - 0       | West Ham Utd | Dichio                              |                           |
| 25 | 16/04/2005 | Boleyn Ground | EFL Championship 2004-2005    | West Ham Utd | 1 - 1       | Millwall     | Hayles                              | Harewood                  |
| 26 | 25/08/2009 | Boleyn Ground | Football League Cup 2009-2010 | West Ham Utd | 3 - 1 (dts) | Millwall     | Harris                              | Stanislas (2); Hines      |
| 27 | 17/09/2011 | The Den       | EFL Championship 2011-2012    | Millwall     | 0 - 0       | West Ham Utd |                                     |                           |
| 28 | 04/02/2012 | Boleyn Ground | EFL Championship 2011-2012    | West Ham Utd | 2 - 1       | Millwall     | Trotter                             | Cole; Reid                |

## Nella cultura popolare
La rivalità tra Millwall e West Ham, in particolare tra i rispettivi gruppi hooligan, è stata più volte rappresentata sul grande schermo. Nel 1989, il regista Alan Clarke diresse Ultimo stadio, con Gary Oldman, tifoso del Millwall nella vita reale, nel ruolo di Bex, leader della "Inter City Crew", una rappresentazione fittizia della Inter City Firm del West Ham e delle loro attività violente. Nel film, la firm del Millwall è chiamata The Buccaneers. Nel 2004 uscì Hooligans, con Elijah Wood, tifoso del West Ham, nei panni di uno studente americano che entra a far parte della firm degli Hammers. Il film culmina nello scontro con la firm del Millwall, dopo che le due squadre si affrontano in Coppa, prefigurando il vero scontro avvenuto nella League Cup del 2009, noto per i disordini di Upton Park.
Nel 2007, Rise of the Footsoldier racconta l’ascesa dell’hooligan Carlton Leach, da tifoso a membro di una gang criminale. L'odio tra Hammers e Lions è mostrato sin dalle scene iniziali con filmati d’archivio.
Un sequel diretto al mercato home video, Hooligans 2, fu pubblicato nel 2009: racconta il seguito degli eventi del primo film, con membri delle firm di West Ham e Millwall incarcerati e protagonisti di una partita organizzata tra detenuti.
Sempre nel 2009, il regista Nick Love — tifoso del Millwall — realizzò un remake di The Firm, ambientato negli anni ’80, incentrato sulla musica, la moda e la cultura calcistica del tempo. Il film fu generalmente ben accolto dalla critica.
Nel 2009, la polizia metropolitana usò erroneamente delle immagini tratte dal film The Firm durante un’indagine sui disordini di Upton Park, includendo attori tra i ricercati. L’errore portò a scuse pubbliche da parte di Scotland Yard.
Nel 2012, la commedia zombie Cockneys vs Zombies fece un riferimento umoristico alla rivalità, mostrando zombie di Millwall e West Ham che si combattono tra loro nell’Est di Londra durante un’apocalisse.
Nel 2013, fu rilasciato Green Street 3: Never Back Down, il terzo capitolo della serie, che trasporta la rivalità tra i fan di Millwall e West Ham nel mondo delle arti marziali miste (MMA).